# Rondó en do mayor para violín y orquesta (Mozart)
El Rondó para violín y orquesta en do mayor, K. 373, de Wolfgang Amadeus Mozart fue compuesto en el mes de abril de 1781. Como el Adagio en mi mayor y el Rondó en si bemol mayor, esta pieza fue solicitada por el violinista italiano Antonio Brunetti. Esta composición fue escrita años después de que Mozart completase sus conciertos para violín.
La obra está escrita para violín solo, dos oboes, dos trompas y cuerda. Está marcado como Allegretto grazioso y compuesto en compás de 2/4. Su interpretación suele durar unos seis minutos.